# Шендрулешти (Арђеш)
Шендрулешти (рум. Șendrulești) насеље је у Румунији у округу Арђеш у општини Чепари. Oпштина се налази на надморској висини од 518 m.

## Становништво
Према подацима из 2002. године у насељу је живело 179 становника, од којих су сви румунске националности.